# Tel Kabri
Koordinaten: 33° 0′ 30,2″ N, 35° 8′ 20,8″ O

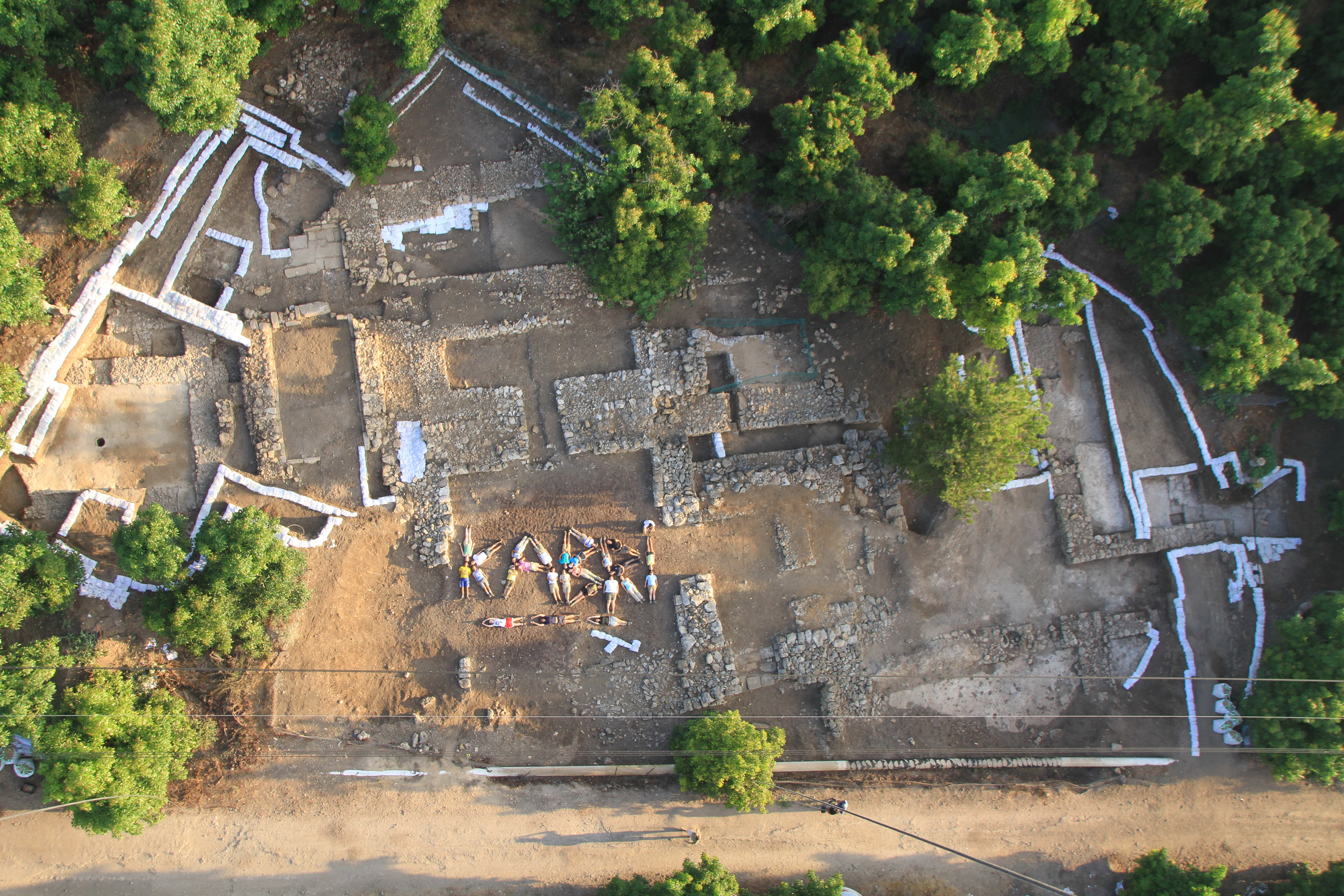
Luftbild der Reste des Palastes (2013)

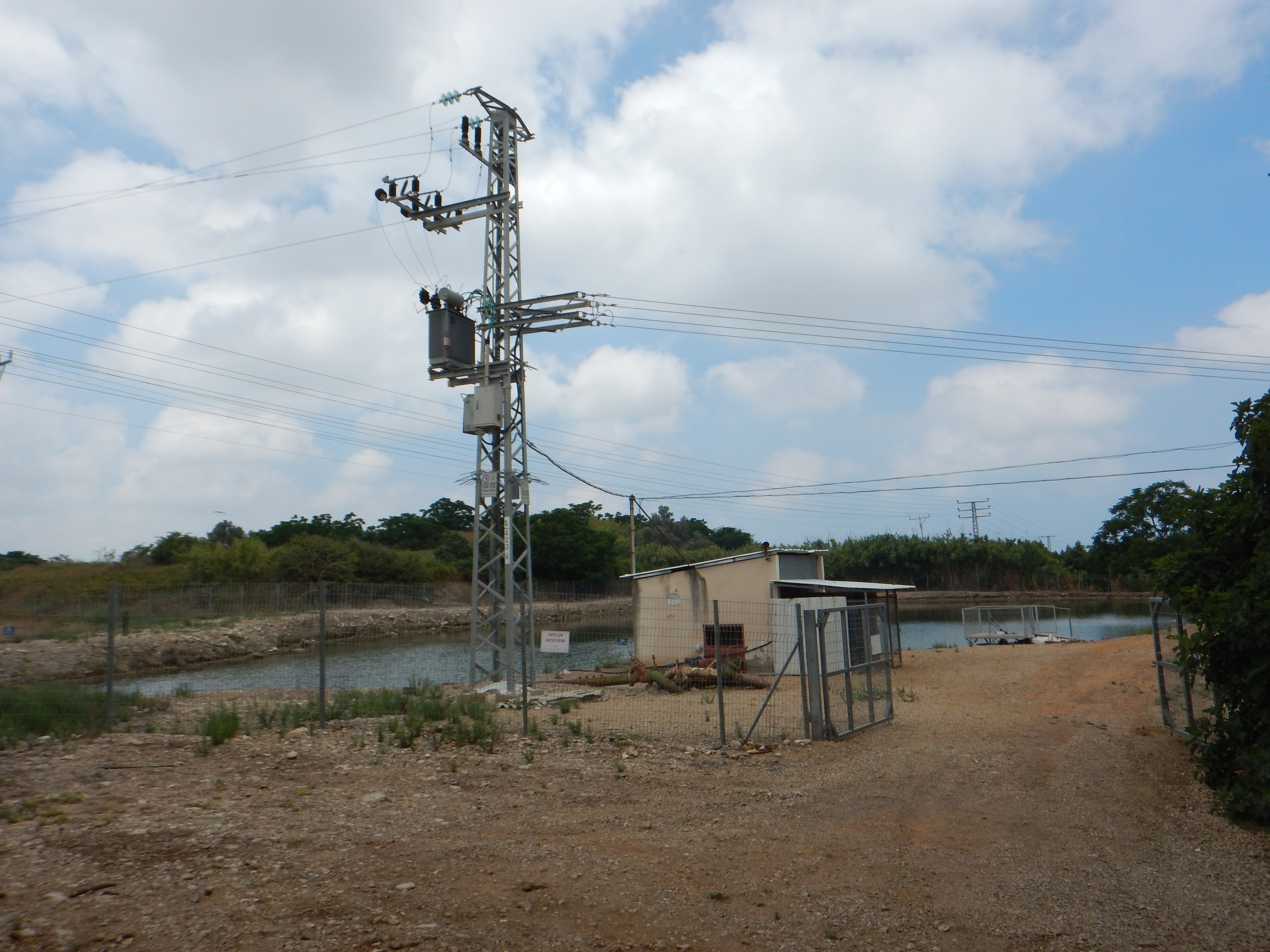
Ein Shefa: die Quelle innerhalb des Stadtgebietes

Tel Kabri bezeichnet die Reste einer antiken Stadt im heutigen Israel, die vor allem in der mittleren Bronzezeit (etwa 1750 bis 1500 v. Chr.) ihre Blütezeit erlebte. Aus dieser Zeit stammen Befestigungsanlagen und ein Palast. Es handelt sich um einen der größten Paläste der mittleren Bronzezeit in Israel. Der Ruinenhügel ist etwa 34 Hektar groß. Der antike Name der Stadt ist nicht mit Sicherheit bekannt, sie wurde jedoch in der frühen Eisenzeit (ab ca. 1200 v. Chr.) als Rehov bezeichnet. In römischer Zeit entstand östlich der Ruinen der bronzezeitlichen Stadt der Ort Kabrita.
Tel Kabri liegt etwa 5 km vom Meer entfernt. Der zur Stadt gehörige Hafen konnte bisher nicht identifiziert werden. Die Stadt erlangte wahrscheinlich ihre besondere Bedeutung durch zwei Quellen, die immer wieder Siedler anzogen. Eine dieser Quellen liegt innerhalb des ummauerten Stadtgebietes der mittleren Bronzezeit, die andere etwas östlich der Stadtmauer.

## Geschichte
Es gibt Belege, dass die Stelle der späteren Stadt schon zur Zeit der Yarmukian-Kultur um 6000 v. Chr. besiedelt war. In der frühen Bronzezeit entstand hier eine Stadt, die am Ende der Periode zerstört wurde. Der Ort war kurz darauf, ab der mittleren Bronzezeit I (MBI) um 2000 v. Chr., wieder neu besiedelt. Aus dieser Zeit stammen einige wenige Gräber und einige Reste von Wohnbauten unter dem späteren Palast. Diese Wohnbauten wurden irgendwann im Laufe der Zeit planiert und es wurde anscheinend ein großer Palast errichtet.

## Palast
Von dem frühen Palast ist jedoch nur wenig bekannt. Das Areal des Palastes ist bisher nur zum Teil ausgegraben, so dass man sich bisher noch kein vollständiges Bild von seinem Aussehen und seiner Entwicklung machen kann. Es können verschiedene Bauphasen unterschieden werden, die bezeugen, wie der Palast immer wieder erweitert, ausgebaut und renoviert wurde. Er scheint vor allem in der mittleren Bronzezeit II (ab 2000 bis 1500 v. Chr.) seine größte Ausdehnung und Prachtentfaltung gehabt zu haben. Diverse Räume sind nun mit minoischen Fresken ausgestattet worden. Vor allem die Bemalung von Fußböden lässt sich belegen. Die Bemalung von Raum 611 war relativ gut erhalten und zeigt ein Schachbrettmuster von etwa 40 cm großen Quadraten, die durch rote Linien getrennt waren. An diversen Stellen sind noch Pflanzenmotive zu erkennen. Insgesamt scheint die Bemalung aber einen Fußboden aus Werkstein nachzuahmen. Solche Malereien sind gut aus der minoischen Welt bekannt. Auch waren die Wände nun zum Teil mit behauenen Steinen verkleidet. 2013 konnten die Vorratsräume des Palastes zum Teil ausgegraben werden. In ihnen fand sich noch zahlreiche Keramik.

## Stadtmauer und Festung
Ganz im Norden des Stadthügels konnten 1975 bei Ausgrabungen Teile der Stadtbefestigungen freigelegt werden. Es handelte sich um einen etwa 35 Meter breiten Wall, der teilweise noch 5 Meter hoch ansteht. Dieser Wall wurde an der Innenseite durch eine 4 Meter breite Mauer flankiert. Die Mauer hatte Steinfundamente und war oberhalb aus Lehmziegel aufgebaut. Eine Außenmauer war etwa 5,5 Meter breit und bestand aus zwei Steinschalungen. Das Innere zwischen diese Schalen war mit Erde, Geröll und Steinen gefüllt.
Im Südwesten der Stadt stand in der Eisenzeit eine Festung, die auf der höchsten Stelle der Stadt stand. Es können verschiedene Bauphasen unterschieden werden. Nur die Nordwestecke der Festung wurde ausgegraben. Sie mag einst den ganzen Hügel eingenommen haben und war dann etwa 90 × 60 Meter groß. Die Festung könnte um 730 v. Chr. errichtet worden sein. Damals wurde die Region von den Assyrern erobert. Sie mag um 600 v. Chr. zerstört worden sein, als die Babylonier in diese Gegend einfielen.

## Wohnbauten
Nur an zwei Stellen der Stadt sind bisher Teile der Wohnstadt erfasst worden. In etwa der Mitte der Stadt (Area B) wurde verschiedene Wohnbauten ergraben. Die Bauten der Schichten, die in die frühe Bronzezeit (IA und IB) datieren sind oval und aus Stein errichtet. In der frühen Bronzezeit II sind diese Bauten rechteckige ersetzt worden. Nahe der Stadtmauer im Norden der Stadt wurde ein weiterer Teil der Stadt mit Wohn- und Gewerbebebauung freigelegt (Area C). Hier gab es wahrscheinlich schon ab der Mittleren Bronzezeit eine Bebauung (MB IIA), von deren frühsten Resten jedoch nur wenig erhalten ist. Etwas später wurde hier ein großes Gebäude mit verschiedenen Räumen, die sich um einen Hof gruppierten, errichtet. Dieses Haus wurde umgebaut und ein Ofen wurde im Hof errichtet. Das Gebäude war etwa 200 Jahre in Betrieb und datiert in die Periode MB IIA.

## Bestattungen
Im ganzen Stadtgebiet wurden Bestattungen gefunden. Es handelt sich oftmals um gemauerte Kammern, in denen sich Mehrfachbestattungen fanden. Als Grabbeigaben fanden sich vor allem Keramikgefäße und Schmuck, zum letzteren gehören auch zahlreiche ägyptische Skarabäen. Es fanden sich darüber hinaus auch diverse Kinderbestattungen in Gefäßen, die unter den Fußböden der Häuser deponiert worden sind.

## Grabungen
Tel Kabri wurde in den 1950er Jahren als archäologischer Ort identifiziert. Es gab in den folgenden Jahren einzelne kleine Grabungen, bei denen es sich oftmals um Rettungsgrabungen handelte. Der Ort war auch zweimal das Ziel von Ausgrabungen in größerem Maßstab. 1986 bis 1993 fanden hier Untersuchungen unter der Leitung von Wolf-Dietrich Niemeier und Aaron Kempinski statt. 2005 wurden die Grabungen wieder aufgenommen, diesmal unter der Leitung von Eric H. Cline und Assaf Yasur-Landau.